# Běžec (vodič příze)
Běžec je vodič příze, který obíhá (klouže) po prstenci dopřádacích a skacích strojů. Běžec slouží k zakrucování a navíjení příze na potáč.

## Běžce pro dopřádací stroje

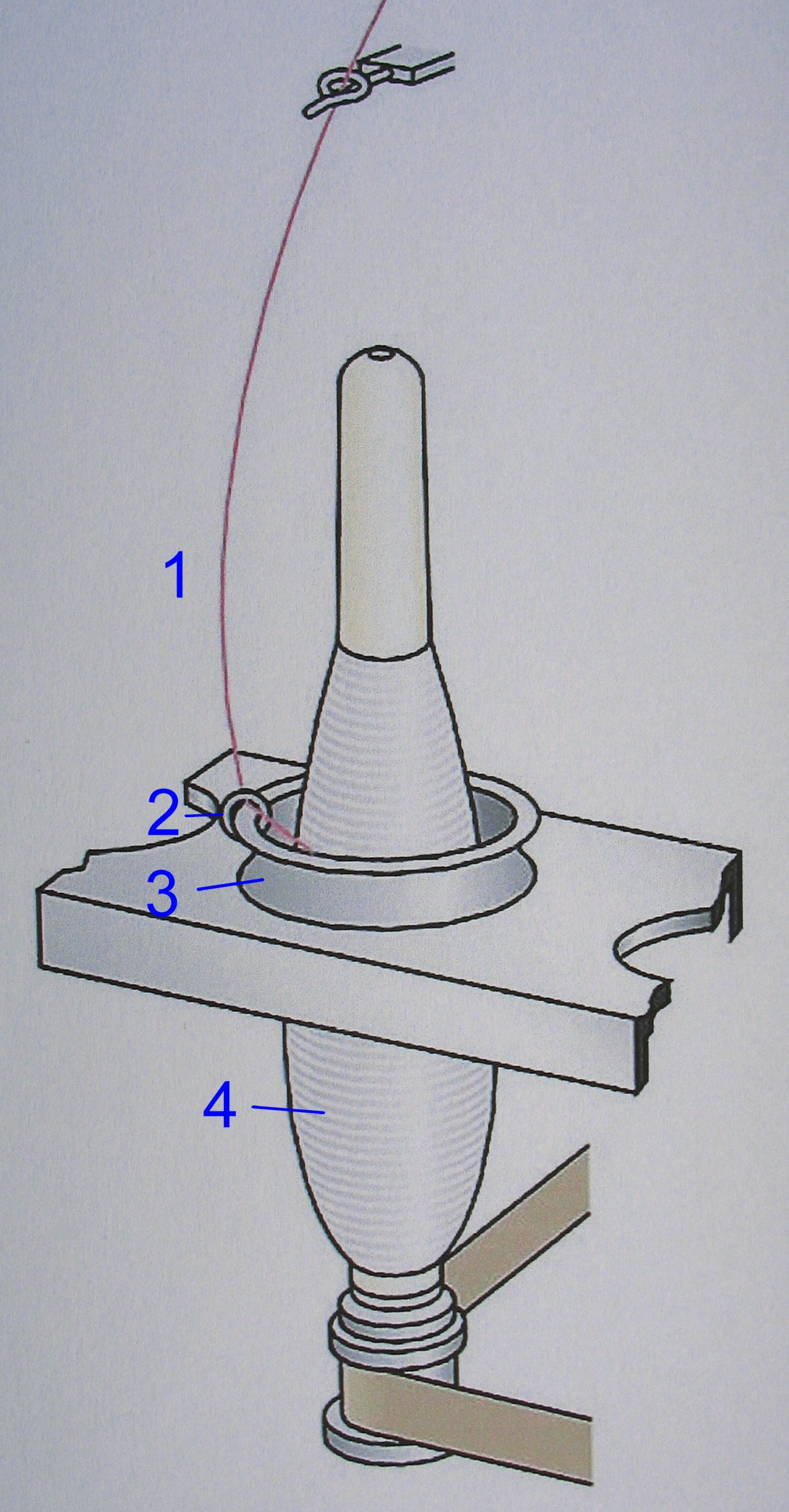
Funkce prstence a běžce na dopřádacím stroji

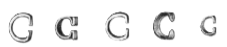
Různé tvary běžců ze začátku 20. století

### Funkce běžce
(viz nákres vpravo:)
Běžec (2) je háček z ocelového drátu, který je navlečen na přírubě přádního prstence (3) dopřádacího stoje. Příze (1) vycházející z průtahového ústrojí je vedena mezerou mezi prstencem a běžcem k potáči (4). Potáč dostává otáčivý pohyb od vřetene, na kterém je pevně nasazen. Podávaná příze táhne běžec po okruhu prstence, při čemž se zakrucuje a navíjí na potáč.
Moderní běžce se dají použít při rychlostech do 42 m/s. Unášená příze působí na běžec tlakem až 500 g, třením o plochu příruby se běžec zahřívá na teplotu kolem 400 °C.

### Vlastnosti běžce
Volba tvaru a materiálového složení běžce je závislá na vlastnostech prstence a zpracovávané příze.
Dopřádací stroje pro téměř všechny druhy textilních materiálů (s výjimkou vlny) jsou vybaveny prstenci s přírubou, po které se pohybuje běžec. Prstence se vyrábějí s průměry od 36 mm do 350 mm.

#### Tvar
Běžce se obvykle vyrábějí ve 3 základních tvarech (zakřiveních): tvar C, tvar omega (ω) a oválný tvar a v 5–6 různých profilech drátu (kulatý až plochý).

#### Struktura
Běžec musí být měkčí než povrch prstence. Povrchová struktura značně ovlivňuje životnost běžce i prstence. Životnost běžce se kalkuluje mezi 300 a 500 provozními hodinami.
Povrch ocelového drátu je u levnějších běžců opatřen oxydovou vrstvou, běžce pro vyšší rychlosti jsou povrstveny teflonem a povrch běžců povrstvených speciální (veřejně neznámou) technologií mohou dosáhnout až 1100 HM tvrdosti.

#### Hmotnost
Podle ISO normy se hmotnost běžců udává v mg (běžně vyráběné 4–475 mg). Hmotnost tradičně čísluje od nejlehčích 30/0 až po nejtěžší číslem 30, při čemž jednotliví výrobci přiřazují k určitému číslu poněkud odlišnou hmotnost.
Použití správné váhy běžců je závislé především na tloušťce vyráběné příze, důležitý je také průměr prstence, materiálové složení, povrch příze aj. Např. pro bavlněnou přízi 20 tex se používají běžce číslo 3/0 až 4/0 tj. 35–40 mg těžké.

#### Spotřeba běžců
Životnost standardních běžců se udává mezi 300 a 500 provozními hodinami. Po této době jsou běžce spálené nebo prodřené a musí se vyměnit. Výměna se provádí s pomocí speciálního nářadí, nové běžce se musí zaběhnout při nižších otáčkách dopřádacího stroje.
Celosvětová roční spotřeba se dá hrubě odhadnout z počtu instalovaných 250 milionů vřeten a desítinásobné výměny na 2,5 miliardy kusů. K jejich výrobě se spotřebuje (řádově) 30 000 tun oceli.

### Běžce pro dopřádání vlny
Na dopřádacích strojích k výrobě přízí z vlny a ze směsí s vlnou se obvykle používají prstence s konickým průřezem (“j”) a s mazacím zařízením, kterým se kontinuálně přivádí speciální olej ke kluzné ploše prstence.
Běžce mají tvar ouška, vyrábějí se z oceli v hmotnostech 11–1800 mg a pro hrubé příze (cca nad 40 tex) z polyamidu v hmotnostech 40–4400 mg.
Např. pro přízi 50 tex: ocelové 180–250 mg a polyamidové 100 mg.

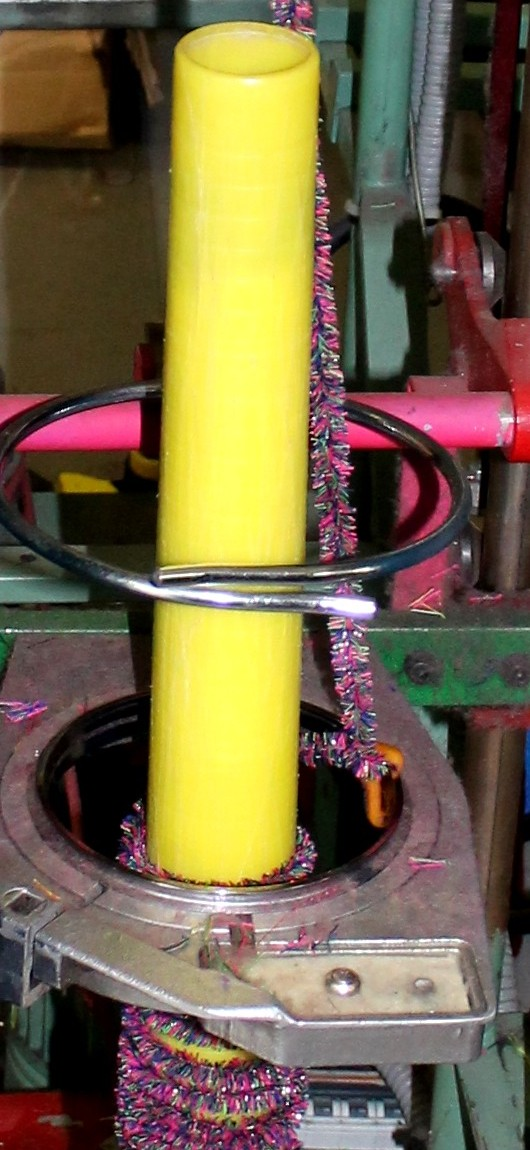
HZ prstenec a polyamidový běžec na stroji pro skaní žinylky

## Běžce pro skací stroje
Na prstencovém skacím stroji se spolu zakrucují a navíjejí dvě nebo více sdružených niti, funkce prstence a běžce je v principu stejná jako při předení.
Pro skací stroje se používají prstence z oceli nebo ze sintrované oceli se zvláštním profilem, tzv. HZ prstence. Ocelové prstence jsou opatřeny mazacím zařízením, prstence ze sintrované oceli jsou napuštěny olejem, obsah oleje se musí pravidelně doplňovat. Běžné průměry prstenců bývají 48 až 250 mm.
Běžce mají také tvar podobný oušku, vyrábějí se jak z oceli, tak i z polyamidu (viz např. oranžový háček na snímku vpravo). Pro zvláštní účely (např. rychloběžné skaní filamentů jsou kovové běžce pochromované a polyamidové se zesilují skleněnými vlákny nebo ocelovou vložkou.
Ocelové běžce se vyrábějí v rozsahu 21–560 mg/kus a polyamidové od 80 do 360 mg. Např. pro skanou přízi 20 tex se doporučují ocelové běžce s hmotností 130–180 mg a polyamidové 80–110 mg.

### Použití
Prstencové skací stroje se používají jen pro speciální účely, jako jsou: efektní příze (např. skaní žinylky), šicí nitě, technické filamentové příze, skleněné příze, příze na pneumatikové kordy aj. Pro skaní standardních hladkých přízí nejsou prstencové stroje v 21. století ekonomicky výhodné.